# Ежен Тисеран
Ежен Тисеран (итал. Eugène-Gabriel-Gervais-Laurent Tisserant; Нанси, 24. март 1884 – Албано Лацијале, 21. фебруар 1972) је био католички кардинал француског порекла, секретар Конгрегације за источне цркве (1936–1959), титуларни надбискуп, председавајући Папске библиотечке комисије (1938–1971) и декан Кардиналског колегијума (1951–1972).
У току Другог светског рата, заузео је оштар негативан став о усташким зверствима над српским становништвом у Независној Држави Хрватској. Током 1942. године, састао се са Николом Рушиновићем, изаслаником Анте Павелића при Ватикану, и том приликом му рекао:
Такве ствари какве се чине код вас са православним живљем не може радити одгојен, културан и цивилизован човек, а камоли свештеник.
Био је члан Француске академије од 1961. године.

## Одликовања
- Кавалир Великог крста Националног ордена Легије части (Француска, 1957)
- Кавалир Великог крста Ордена за заслуге Италијанске републике (Италија, 11. јун 1961)
- Војни крст 1914-1918 са палмовом граном (Француска)
- Орден Светог равноапостола кнеза Владимира (Руска православна црква)